# الاتحاد العام للغرف التجارية المصرية
الاتحاد العام للغرف التجارية المصرية هو اتحاد أعمال مصري له شخصية اعتبارية عامة، أنشأ سنة 1933 بالقانون رقم 14 لسنة 1933، تبعه القانون رقم 30 لسنة 1940، ثم القانون 189 لسنة 1951 ثم القانون رقم 6 لسنة 2002، ويهدف الاتحاد إلى العناية بالمصالح المشتركة بين الغرف التجارية المصرية المختلفة وتنسيق جهودها والنهوض بها، ويُعد الاتحاد همزة الوصل بين الغرف التجارية والجهات الحكومية الرسمية ممثلة في وزارة التجارة والصناعة، ويضم الاتحاد 27 غرفة تجارية في جميع المحافظات المصرية.

## المهام
- المساهمة في تحديث وتنمية التجارة الداخلية وتطوير أنظمتها وتطوير مناخ الاستثمار.[3]
- تأهيل القطاع التجاري للتعامل مع المستجدات التي تشهدها الأسواق المحلية.
- المساهمة في رفع القدرة التنافسية للمنشآت التجارية وتأهيل الكوادر البشرية اللازمة لإدارتها.

## وصلات خارجية
- الموقع الرسمي